# Lepidocephalichthys irrorata
Lepidocephalichthys irrorata är en fiskart som beskrevs av Hora 1921. Lepidocephalichthys irrorata ingår i släktet Lepidocephalichthys och familjen nissögefiskar. IUCN kategoriserar arten globalt som livskraftig. Inga underarter finns listade i Catalogue of Life.